# Arama, Iași
Arama este un sat în comuna Coarnele Caprei din județul Iași, Moldova, România.

## Istorie
La 1816, moșiile Arama și Dorna erau înregistrate ca fără sate. În catagrafia Visteriei Moldovei din 1820, moșia Arama este menționată ca fiind fără sate, având doar niște odăi. Mănăstirea Galata deținea aceste odăi, care apar în documente ca Odaia lui Aramă și Odaia Dorna sau, potrivit lui Ecaterina Dulcu, Odaia Urzicani. Ulterior, aceste odăi s-au transformat în localitățile Arama și Coarnele Caprei. 
Odaile erau așezări temporare de bejenari, persoane fără familie și fără statut social stabil, care nu plăteau biruri. Acești oameni se ocupau de creșterea vitelor și oilor pe moșiile boierești și mănăstirești. Odaile se găseau în zone slab populate, dar cu islazuri întinse și surse de apă, cum ar fi valea râurilor Bahlui și Jijia, și pârâurile Sitna și Miletin.
Originea etnică a celor care munceau în aceste odăi era variată, incluzând oameni din Imperiul Țarist, actuala Ucraină, și Imperiul Austriac, majoritatea fiind ruși, polonezi și ungureni. Multe dintre aceste odăi s-au transformat în sate în anii următori, așa cum este menționat în Marele Dicționar Geografic.
Satul a fost format în anul 1864, în timpul lui Alexandru Ioan Cuza, după secularizarea averilor mănăstirești, de către fostele slugi de pe moșia Mănăstirii Neamț. 
Numele satului provine fie de la unul dintre locuitori, cu numele Aramă, care ar fi construit și un iaz pentru adăpatul vitelor. O altă posibilă origine a numelui provine dintr-o legendă locală, de la un locuitor mai înstărit, care într-un an ploios și-a construit o platformă acoperită cu tablă din cupru pentru a-și proteja recoltele, loc sub care și-a treierat grâul cu ajutorul cailor. Această construcție, datorită culorii sale oxidate (roșietic-verzui), era vizibilă de la distanță, ceea ce a dus la denumirea satului Arama.
La sfârșitul anilor 1870, preot era „un oarecare părinte Melinte din Arama”, care a deservit și comunitatea din Fântânele, din 1879, la înființarea acesteia, până la decesul acestuia un an mai târziu, în 1880.
În 1888, C. Chiriță descria în Dicționar geografic al județului Iași localitatea astfel:
„Arama (Protopopu): sat, în partea de Nord-Est a com. Belceștĭ, pl. Bahluiŭ, așed̦at pe valea dintre délurile: Arama și Protopopu; cu o populație de 58 fam. saŭ 318 suflete, românĭ, cari se ocupă cu agricultura și crescerea vitelor. — Are o biserică, cu 2 preoțĭ și 2 cântărețĭ. In margina satuluĭ se află un iazŭ. Numĕrul vitelor e de 545 cap. din carĭ: 191 v. m. c., 36 caĭ, 275 oĭ și 43 rîmătorĭ.”—C. Chiriță, Dicționar geografic al județului Iași
În 1913 parohul satului erau sachelarul Nicolae Varlic, în 1915 fiind menționat și preotul Neculai Livezeanu.
La Recensământul din 1930 figura cu 453 de locuitori, iar la cel din 1941 cu 98 de clădiri și 502 locuitori, făcând parte tot din comuna Coarnele Caprei.
Dupa reforma administrativa din 1929, în urma desființării comunei Coarnele Caprei, satul Arama împreună cu Coarnele Caprei au fost trecute la comuna Belcești.